# Gran Premio di Francia 1952
Il Gran Premio di Francia 1952 è stata la quarta prova della stagione 1952 del campionato mondiale di Formula 1. La gara si è tenuta domenica 6 luglio sul circuito di Rouen-Les Essarts ed è stata vinta dall'italiano Alberto Ascari su Ferrari, al quarto successo in carriera; Ascari ha preceduto all'arrivo i suoi compagni di squadra, i connazionali Nino Farina e Piero Taruffi.
Per Alberto Ascari è il primo Grand Chelem (pole position, giro veloce e vittoria del Gran Premio conducendo tutti i giri in testa) in carriera in Formula 1.

## Vigilia

### Aspetti tecnici
Per la terza edizione del Gran Premio di Francia valido per il campionato mondiale di Formula 1 si corre sul circuito di Rouen-Les Essarts, un tracciato semipermanente ubicato 12 km a sud di Rouen, nella Senna Marittima, voluto dall'allora presidente dell'Automobile-Club normand Jean Savale e inaugurato nel 1950. Il circuito, da percorrere in senso orario, era lungo 5 100 m e possedeva 10 curve. Esso era allestito su strade extraurbane, cioè la CD 938, la CD 132 e il Chemin de l'Étoile. Le prime due vie erano collegate tra di esse tramite un tornante acciottolato denominato Nouveau Monde, mentre il Chemin de l'Étoile si collegava alla CD 132 attraverso la Beauval, la penultima curva, e alla CD 938 attraverso la Paradis, l'ultima curva dopo la quale era posta la griglia di partenza.
Il tempo record su questo circuito era di 2'36"5, stabilito da Louis Rosier su una Talbot T26GS, una vettura sport, nel Gran Premio di Rouen 1950 con una velocità media di 117,316 km/h.

### Aspetti sportivi
Il Gran Premio rappresenta il quarto appuntamento stagionale a distanza di due settimane dalla disputa del Gran Premio del Belgio, terza gara del campionato. La tappa francese si corre dopo il Gran Premio della Marna, una gara extra calendario di Formula 2 corsa domenica 29 giugno sul circuito di Reims. Rouen diventa, dopo Reims nel 1950 e nel 1951, la seconda località francese a ospitare un Gran Premio di Formula 1 dalla stagione inaugurale della categoria. Il circuito di Rouen-Les Essarts diventa il decimo tracciato a ospitare una gara valida per il campionato mondiale ed è, assieme al circuito di Zandvoort, uno dei due circuiti debuttanti in questa stagione.
Tra le squadre ufficiali alla gara presero parte la Scuderia Ferrari, con tre 500 guidate da Alberto Ascari, Nino Farina e Piero Taruffi, l'Équipe Gordini, con tre Gordini T16 guidate da Robert Manzon, Jean Behra e Prince Bira e una Simca-Gordini T15 da Maurice Trintignant, e la HW Motors, con tre HWM guidate da Lance Macklin, Peter Collins e Yves Giraud-Cabantous.
Tra le squadre private c'erano la Écurie Belge, con Johnny Claes al volante di una Simca-Gordini T15, la Écurie Espadon, con una Ferrari 212 condivisa da Rudi Fischer e Peter Hirt, la Scuderia Enrico Platé, con due Maserati 4CLT-48 motorizzate Platé guidate da Toulo de Graffenried ed Harry Schell, la Escuderia Bandeirantes, con Philippe Étancelin alla guida di una Maserati A6GCM, e la Scuderia Marzotto, con due Ferrari 166 guidate da Franco Comotti e Piero Carini.
Tra i piloti privati erano presenti Mike Hawthorn su Cooper T20 e Peter Whitehead su Alta.

## Qualifiche

### Resoconto
Alberto Ascari fu il più rapido con Nino Farina e Piero Taruffi che lo affiancano sulla prima riga della griglia di partenza. Jean Behra e Robert Manzon condividono la seconda fila, mentre Maurice Trintignant condivide la terza fila con Prince Bira e Peter Collins.

### Risultati
Nella sessione di qualifica si è avuta questa situazione:
| Pos | Nº | Pilota                | Costruttore           | Tempo  | Griglia |
| --- | -- | --------------------- | --------------------- | ------ | ------- |
| 1   | 8  | Alberto Ascari        | Ferrari               | 2'14"8 | 1       |
| 2   | 10 | Nino Farina           | Ferrari               | 2'16"2 | 2       |
| 3   | 12 | Piero Taruffi         | Ferrari               | 2'17"1 | 3       |
| 4   | 4  | Jean Behra            | Gordini               | 2'19"3 | 4       |
| 5   | 2  | Robert Manzon         | Gordini               | 2'20"4 | 5       |
| 6   | 44 | Maurice Trintignant   | Simca-Gordini-Gordini | 2'21"6 | 6       |
| 7   | 22 | Peter Collins         | HWM-Alta              | 2'21"9 | 8       |
| 8   | 6  | Prince Bira           | Gordini               | 2'23"0 | 7       |
| 9   | 14 | Louis Rosier          | Ferrari               | 2'27"0 | 9       |
| 10  | 24 | Yves Giraud-Cabantous | HWM-Alta              | 2'27"5 | 10      |
| 11  | 16 | Toulo de Graffenried  | Maserati-Platé        | 2'28"6 | 12      |
| 12  | 18 | Harry Schell          | Maserati-Platé        | 2'29"0 | 11      |
| 13  | 26 | Peter Whitehead       | Alta                  | 2'29"5 | 13      |
| 14  | 20 | Lance Macklin         | HWM-Alta              | 2'30"9 | 14      |
| 15  | 42 | Mike Hawthorn         | Cooper-Bristol        | 2'32"0 | 15      |
| 16  | 28 | Philippe Étancelin    | Maserati              | 2'33"7 | 18      |
| 17  | 34 | Rudi Fischer          | Ferrari               | 2'34"6 | 17      |
| 18  | 38 | Franco Comotti        | Ferrari               | 2'36"0 | 16      |
| 19  | 40 | Piero Carini          | Ferrari               | 2'37"7 | 19      |
| 20  | 32 | Johnny Claes          | Simca-Gordini-Gordini | 2'39"6 | 20      |

## Gara

### Resoconto
La gara come si pensava, è un affare solo per le Rosse con Alberto Ascari davanti a Nino Farina per tutto il Gran Premio. Dopo una breve lotta con le Gordini, Piero Taruffi arriva terzo. Robert Manzon riesce a finire quarto mentre Jean Behra sbaglia ed è costretto a rientrare ai box per riparare la vettura. Questo lascia Maurice Trintignant in quinta posizione, a 5 giri da Ascari ma un giro davanti a Peter Collins.
La Ferrari ottiene così la sua prima tripletta nel mondiale di Formula 1, composta da tre piloti italiani tutti su Ferrari 500.

### Risultati
I risultati del Gran Premio sono i seguenti:
| Pos | Nº | Pilota                            | Costruttore           | Giri | Tempo/Ritiro | Griglia | Punti |
| --- | -- | --------------------------------- | --------------------- | ---- | ------------ | ------- | ----- |
| 1   | 8  | Alberto Ascari                    | Ferrari               | 76   | 3h00'20"3    | 1       | 9     |
| 2   | 10 | Nino Farina                       | Ferrari               | 76   | +1'10"7      | 2       | 6     |
| 3   | 12 | Piero Taruffi                     | Ferrari               | 75   | +1 giro      | 3       | 4     |
| 4   | 2  | Robert Manzon                     | Gordini               | 74   | +2 giri      | 5       | 3     |
| 5   | 44 | Maurice Trintignant               | Simca-Gordini-Gordini | 72   | +4 giri      | 6       | 2     |
| 6   | 22 | Peter Collins                     | HWM-Alta              | 70   | +6 giri      | 8       |       |
| 7   | 4  | Jean Behra                        | Gordini               | 70   | +6 giri      | 4       |       |
| 8   | 28 | Philippe Étancelin                | Maserati              | 70   | +6 giri      | 18      |       |
| 9   | 20 | Lance Macklin                     | HWM-Alta              | 70   | +6 giri      | 14      |       |
| 10  | 24 | Yves Giraud-Cabantous             | HWM-Alta              | 68   | +8 giri      | 10      |       |
| 11  | 34 | Rudi Fischer Peter Hirt           | Ferrari               | 66   | +10 giri     | 17      |       |
| 12  | 38 | Franco Comotti                    | Ferrari               | 63   | +13 giri     | 16      |       |
| Rit | 6  | Prince Bira                       | Gordini               | 56   | Trasmissione | 7       |       |
| Rit | 42 | Mike Hawthorn                     | Cooper-Bristol        | 51   | Accensione   | 15      |       |
| Rit | 16 | Toulo de Graffenried Harry Schell | Maserati-Platé        | 34   | Freni        | 12      |       |
| Rit | 26 | Peter Whitehead                   | Alta                  | 17   | Frizione     | 13      |       |
| Rit | 14 | Louis Rosier                      | Ferrari               | 17   | Motore       | 9       |       |
| Rit | 32 | Johnny Claes                      | Simca-Gordini-Gordini | 15   | Motore       | 20      |       |
| Rit | 18 | Harry Schell                      | Maserati-Platé        | 7    | Cambio       | 11      |       |
| Rit | 40 | Piero Carini                      | Ferrari               | 2    | Motore       | 19      |       |

Alberto Ascari riceve un punto addizionale per aver segnato il giro più veloce della gara.

## Classifica mondiale
| Pos | Pilota              | Punti |
| --- | ------------------- | ----- |
| 1   | Alberto Ascari      | 18    |
| 2   | Piero Taruffi       | 13    |
| 3   | Nino Farina         | 12    |
| 4   | Troy Ruttman        | 8     |
| 5   | Robert Manzon       | 7     |
| 6   | Jim Rathmann        | 6     |
| =   | Rudi Fischer        | 6     |
| 8   | Sam Hanks           | 4     |
| =   | Jean Behra          | 4     |
| 10  | Duane Carter        | 3     |
| =   | Ken Wharton         | 3     |
| =   | Mike Hawthorn       | 3     |
| 13  | Alan Brown          | 2     |
| =   | Art Cross           | 2     |
| =   | Paul Frère          | 2     |
| =   | Maurice Trintignant | 2     |
| 17  | Bill Vukovich       | 1     |